# عبد الإله عبد القادر
عبد الإله عبد القادر  ولد في البصرة،  العراق عام 1940 ، كاتب ومخرج مسرحي عراقي. حاصل على بكالوريوس آداب وماجستير أدب مسرحي، ويحضر دكتوراه دولة في الأكاديمية الوطنية لجمهورية قيرغستان، يتقن اللغتان العربية والإنجليزية، ويعمل حاليا مديرا تنفيذياً لمؤسسة سلطان بن علي العويس الثقافية.

## السيرة الحياتية في العراق[2]
- منذ عام 1959 إلى عام 1969 عمل في التدريس والإدارة التربوية.
- تداخل عمله في نفس الفترة بالمسرح المدرسي، حيث مارس الإخراج والإشراف المسرحي في المدارس الإعدادية والثانوية ومعهد المعلمات ومعهد الفنون المنزلية للبنات في العراق، إضافة إلى نشاطه مع الفرق المسرحية الأهلية.
- انتقل إلى وزارة الثقافة، ثم إلى وزارة الإعلام والثقافة بعد إلغاء وزارة الثقافة، وعين مديرا لفرقتي البصرة للتمثيل والفنون الشعبية، ومديرا لمديرية المسارح والفنون الشعبية من 1969 ولغاية 1980 .
- نظم أسابيع ثقافية في العديد من دول العالم وترأس كافة الوفود الثقافية لتنفيذ هذه الأسابيع ومن الدول التي نظم فيها أسابيع ثقافية عراقية (بولونيا – ألمانيا الديمقراطية (سابقاً) – بريطانيا – الصين الشعبية – كوريا الشمالية – فرنسا – الاتحاد السوفيتي (سابقا) – المغرب – موريتانيا – الكويت – البحرين – قطر – الإمارات – سلطنة عمان – وغيرها....).
- بدأ ممارسة الكتابة والنشاط الفني في وقت مبكر جدا من عمره، فقد مثل في أول مسرحية منذ الثامنة من عمره عام 1948 ومثل على مستوى الفرق المسرحية في العراق وهو في الخامسة عشر من عمره عام 1955.
- شارك في أول مسرحية بثت على الهواء مباشرة من ستديو حيدر العمر في تليفزيون بغداد (أول تليفزيون عربي) عام 1956 بمسرحية البؤساء، المأخوذة عن رواية فيكتور هيجو (البؤساء)
- نشر أول مقالة عام 1957 في الصحف العراقية (جريدة الثغر).
- مثل شباب العراق في (أول وآخر) تجمع لشباب حلف بغداد الذي نظم في طهران ورامسار في إيران عام 1954، واختير مع خمسة صبيان من بين كافة طلاب العراق لمشاركته وتميزه في أكثر من نشاط فني وأدبي، وتفوقه الدراسي.
- شارك في الحياة الثقافية العراقية بشكل واضح خلال فترة حياته في العراق سواء كان في الكتابة أو المسرح، تمثيلا وإخراجا وكتابة وإدارة، وفي الإذاعة والتليفزيون.
- كتب عدة مسرحيات للأطفال وأخرجت له أو أخرجها بنفسه مثل:

1. علي بابا والأربعين حرامي.
2. بساط الريح.
3. فتح قبرص.
4. علاء الدين والقنديل الصغير.
5. حبة القمح.
6. أوبريت الدرس الأول (للتليفزيون).
7. الطيور (فازت بالجائزة الأولى لمهرجان مسرح الطفل الأول في بغداد 2006.

- ولم يستطع نشر هذه المسرحيات لضياع معظمها بعد خروجه من العراق.
- كتب عدة مسرحيات للمسرح العراقي وقدمتها عدة فرق مسرحية محترفة مثل (جماعة البصرة للمسرح الحديث – فرقة المسرح الفني الحديث – فرقة البصرة للتمثيل التابعة لوزارة الإعلام ومن هذه المسرحيات:

1. العروسة بهية (مسرحية غنائية).
2. الحصاد.
3. حب على الثرثار.
4. تسع بنادق فقط.
5. مواقف (فازت بجائزة أحسن نص مسرحي للمنطقة الجنوبية في العراق 1971).

- ساهم ومجموعة من الفنانين العراقيين في ولادة أول مسرحية غنائية في المسرح العراقي عام 1969 بأوبريت (بيادر خير) ثم أوبريت (المطرقة) 1970، ثم المسرحية الغنائية التي كتبها بعنوان (العروسة بهية)، 1971.
- أسس وترأس عدة فرق مسرحية عراقية وفعاليات فنية منها:

1. فرقة البصرة للفنون الشعبية (وزارة الثقافة العراقية).
2. جماعة البصرة للمسرح الحديث.
3. فرقة مسرح اليوم.
4. فرقة المسرح الفني الحديث (فرع البصرة).
5. فرقة البصرة للتمثيل (وزارة الثقافة العراقية).
6. نادي الفنون في البصرة، وأنتخب سكرتيرا للنادي فترة طويلة.
7. نقابة الفنانين العراقيين، وأنتخب سكرتيرا عاماً للنقابة لعدة دورات.
8. مديرية المسارح والفنون الشعبية – المنطقة الجنوبية – العراق، وظل مديرا لها حتى خروجه من العراق عام 1980 .

- أخرج للمسرح العراقي عدة مسرحيات بعضها من تأليفه، ومنها:

1. حبة القمح للأطفال من تأليفه
2. فتح قبرص للأطفال من تأليفه
3. سالومي اوسكار وايلد
4. أوبريت الدرس الأول للأطفال من تأليفه
5. الحرب عبد الرحمن هنداوي
6. شهر زاد من تأليفه
7. اللي يعيش بالحيلة يموت بالفكر مسرحية شعبية كوميدية
8. حرم صاحب السعادة من تأليف يوسف العاني، وكانت آخر أعماله في العراق

- إضافة إلى عدد آخر من المسرحيات التي يصعب تذكرها (بين الإخراج والتمثيل والكتابة).
- شارك في العديد من السهرات والمسلسلات الإذاعية والتلفزيونية في العراق.
- أعد وقدم لسنوات طويلة برنامج (حديقة الأطفال) من التلفزيون العراقي.
- أعد وقدم برامج فنية للشباب من التليفزيون العراقي / قناة البصرة.
- كتب المقالة الفنية والدراسة المسرحية وبدأ بالنشر منذ عام 1957 في الصحف والمجلات العراقية.
- نشر أول قصة له عام 1965 في جريدة الخليج العربي التي كانت تصدر في العراق، ثم واصل نشر قصصه في عدة صحف ومجلات عراقية وعربية.
- فاز بعدة جوائز في مجال المسرح وبشهادة تقدير من المركز المسرحي العراقي على جهوده المتواصلة وريادته في المسرح العراقي.

## السيرة الحياتية في الإمارات[3]
- خرج من العراق عام 1980 وكان على رأس عمله مديرا للمسارح والفنون الشعبية في البصرة (وزارة الإعلام والثقافة). واستقر في إمارة الشارقة بدولة الإمارات العربية المتحدة، وأضطر للعمل في الشركات التجارية للفترة من 1980 ولغاية 1983 فأصبـح مديرا لشركة اكنوفرايت للنقل الدولي، ثم مديرا لشركة سبيدتركس للنقل الدولي، ثم مديرا للمشاريع في شركة الغانم للإنشاءات.
- دعاه الشيخ أحمد بن محمد القاسمي رئيس دائرة الثقافة والإعلام بحكومة الشارقة (حينذاك) وعينه في دائرة الثقافة والإعلام كمدير فني لمسرح الشارقة الوطني للفترة من 1984 ولغاية 1987، وخلال هذه الفترة اخرج العديد من المسرحيات، وساهم في تطوير مسرح الشارقة الوطني، وأعاد إصدار مجلة الرولة، أول مجلة خليجية متخصصة بالمسرح، وتوقفت لأسباب مالية بعد أن وصلت إلى معظم أنحاء الوطن العربي، واعتمدت كمرجع للدراسة في العديد من المعاهد والأكاديميات المسرحية العربية.
- عمل منذ عام 1988 إلى عام 1994 مديرا لاتحاد كتاب وأدباء الإمارات ومشرفا على إصدار سلسلة الكتب التي صدرت عن الاتحاد لهذه الفترة والتي بلغت حوالي 100 عنوانا.
- خلال نفس الفترة ساهم في إصدار مجلة شؤون أدبية وأصبح مديراً لتحريرها منذ عام 1988، وحتى الآن.
- وساهم في إصدار مجلة (دراسات) المحكمة وأصبح سكرتيرا لها، إلى أن استقال منها عام 1993 لعدم التفرغ، ثم كُلف بها مجددا منذ عام 2002-2005، إذ اعتذر عن تحريرها لعدم التفرغ.
- بالتداخل مع هذه الفترة ساهم في تأسيس جائزة سلطان بن علي العويس الثقافية، مع مجموعة من أدباء الإمارات بدعوة وبتبرع من الشاعر الراحل سلطان بن علي العويس، وأصبح عضوا في أول أمانة لها، وأمينا عاما مساعدا لشؤونها الإدارية، إضافة إلى وظيفته في اتحاد كتاب وأدباء الإمارات.
- بتاريخ 1/7/1994 عين مديرا تنفيذيا لمؤسسة سلطان بن علي العويس الثقافية والتي انبثقت من الجائزة التي تحمل نفس الاسم بعد أن أشهرت بمرسوم أميري من حكومة دبي في مارس 1994 .
- ساهم في تنظيم كل الندوات والمؤتمرات التي عقدها اتحاد كتاب وأدباء الإمارات وشارك فيها بأبحاث ودراسات، وهي:

1. ندوة الأدب في الخليج العربي مع الأمانة العامة لاتحاد الكتاب العرب.
2. الندوة الأولى لتراث احمد بن ماجد.
3. ندوة اللغة العربية بوصفها تعبيرا مع المؤسسة العربية للثقافة والفنون والآداب.
4. الملتقى الثاني للكتابات القصصية والروائية في دولة الإمارات.
5. الملتقى الثالث للكتابات القصصية والروائية في دولة الإمارات.
6. شارك في تنظيم مهرجان أيام الشارقة المسرحية لعام 1984 واختير مقررا عاما للمهرجان ولسنوات طويلة جدا.
7. شارك في إصدار مجلة المهرجان اليومية (الرولة).

- عضو اللجنة العليا لمهرجان أيام الشارقة المسرحية لعدة دورات، وعضو لجنة التقييم والاختيار واللجان الاستشارية المسرحية.
- فاز بعدة جوائز على مستوى دولة الإمارات في مهرجانات المسرح المحلية، وعلى شهادات تقدير من العديد من مسارح الدولة والمؤسسات الثقافية.
- في فبراير 1999 كرمته حكومة رأس الخيمة ممثلة بمسرح رأس الخيمة الوطني كأحد رواد المسرح في الإمارات.
- كرمته دائرة الثقافة والإعلام – حكومة الشارقة عام 1995 على جهوده في خدمة المسرح والثقافة في دولة الإمارات خلال 15 عاما.
- اختارته دولة الإمارات – حكومة الشارقة – وكرمته كرائد من رواد حركة المسرح في الإمارات 2004.
- منذ وصوله عام 1980 إلى دولة الإمارات بدأ الكتابة في صحفها الرئيسية (الخليج – البيان – الاتحاد) وكذلك في المجلات التي تصدر في الإمارات والخليج والوطن العربي، وقد نشر له العديد من المقالات والدراسات المسرحية والأدبية والفنية إضافة إلى عدد من القصص القصيرة.
- خصصت له جريدة الاتحاد واسعة الانتشار الصادرة في أبو ظبي زاوية أسبوعية يطل على قرائه من خلالها بعنوان (دبابيس) وهي زاوية أدبية فنية 1986-1991.
- كانت جريدة الخليج قد خصصت له مساحة واسعة أسبوعية من عام 1980 ولغاية 1986 وكان يكتب فيها مرتين في الأسبوع.
- منذ عام 1983 ولغاية نهاية عام 1990 أعد وقدم برنامجا خاصا عن المسرح بعنوان «آفاق مسرحية» قدمه بشكل أسبوعي دون توقف من إذاعة الإمارات العربية المتحدة من دبي ولمدة ثمان سنوات متتالية
- يكتب حالياً في جريدة البيان – دبي – أسبوعياً ومنذ سنوات طويلة جداً.
- أول من بادر كتابة المسلسل الدرامي الخاص بالأطفال في منطقة الخليج، فقد كتب واخرج لاذاعة دبي العديد من التمثيليات الدرامية وكذلك عدة مسلسلات للكبار منها:

1. الطيور 30 حلقة يومية للأطفال / تأليفه وإخراجه / إذاعة دبي.
2. طير السعد 30 حلقة يومية للأطفال / تأليفه وإخراجه / إذاعة دبي.
3. سالم بن علي العويس. عطش البحر وجمرة الصحراء 30 حلقة يومية من إعداده وإخراجه.
4. يوميات بو محيوس 180 حلقة يومية من تأليف يوسف يعقوب وإخراجه/ دبي.

- كتب بشكل متواصل مقالات في النقد المسرحي للعروض المسرحية في الإمارات ونشر معظمها في الجرائد اليومية (الخليج البيان الاتحاد) وأصدر أول كتاب نقدي عن مسرح الإمارات.
- كتب عدة مسرحيات للأطفال وقدمت في مسرح الإمارات وبعض المسارح الخليجية، منها:

1. نشيد اسمه ليلي: لم تنشر.
2. الطيـــــور: إخراج محسن محمد – فرقة مسرح دبي الأهلي ثم أخرجها في الكويت عبد العزيز الفهد لفرقة المسرح الحر 1986 وسجلها تليفزيون دبي وأعاد بثها عدة مرات، ومثلت أيضاً في سلطنة عمان.
3. القنديل الصغـير: تأليف وإخراج عبد الإله عبد القادر لصالح المجلس الأعلى للطفولة / حكومة الشارقة .

- شارك في عدة محافل ومهرجانات مسرحية وأدبية، منها:

1. مهرجان دمشق الدولي (الدورة التاسعة) بمسرحيتي (حكاية صديقنا بانجيتو – والرجل الذي صار كلبا) من تأليف ازفالدودروكان، وإخراجه لمسرح الشارقة الوطني 1988 .
2. ندوة الأدب في الخليج العربي 1988 أبو ظبي .
3. مهرجان دمشق الدولي للمسرح (الدورة الحادية عشر) بمسرحية رحلة حنظلة من تأليف سعد الله ونوس وإخراجه لمسرح دبي الشعبي 1990 .
4. قدم محاضرة بعنوان «بانوراما المسرح في الإمارات» في مؤسسة عبد الحميد شومان – الأردن .
5. قدم دراسة بعنوان «الرفض والتمرد عند توفيق الحكيم» في المؤتمر القومي لمرور مائة عام على ميلاد الحكيم – القاهرة 1998 .
6. قدم محاضرة عن تجربة مسرح الطفل في الإمارات – جمعية المسرحيين الشارقة 1998 .
7. قدم دراسة بعنوان «الإبداع والمرأة في الإمارات» في المؤتمر القومي الأول لمرور مائة عام على حرية المرأة – القاهرة 1999 .
8. قدم شهادة عن تجربته القصصية – رابطة الأديبات – الشارقة 1999 .
9. قدم دراسة عن «المشهد الثقافي في الإمارات» في جامعة فاس – المغرب 2000.
10. قدم دراسة مطولة عن المسرح الحسيني في العراق، في المؤتمر الدولي للمأثورات الشعبية في القرن العشرين – القاهرة 14-18 يناير 2001.
11. قدم دراسة مطولة عن الشاعر نزار قباني في الاحتفالية التي نظمتها وزارة الثقافة السورية عن الشاعر بعد رحيله – دمشق 2007.
12. قدم دراسة مطولة عن الشاعر السوري شفيق جبري في الملتقى المتخصص عن الشاعر والذي نظمته وزارة الثقافة السورية – دمشق 2008.
13. أعد وقدم ورقة دولة الإمارات بعنوان المسرح في الإمارات توصيفات الواقع ورؤى المستقبل في ملتقى المسرح الخليجي 15-17 أكتوبر 2002 الشارقة، دولة الإمارات العربية المتحدة.
14. قدم صورة المرأة في الكتابات المسرحية في دولة الإمارات في المؤتمر الثاني للإبداع والمرأة 29 أكتوبر – 1 نوفمبر 2002 القاهرة.
15. قدم شهادة عن تجربته في مؤتمر الرواية عام 2004 في المجلس الأعلى للثقافة – مصر.
16. قدم عدة محاضرات عن الأدب والمسرح في الإمارات في الجامعة الأمريكية بالشارقة.
17. قدم عدة محاضرات عن خصائص الأدب العربي بشكل عام في كلية الدراسات الشرقية – جامعة العلوم الإنسانية في بشكيك – قيرغستان 2002.
18. قدم عدة محاضرات في جامعة عجمان – دولة الإمارات العربية المتحدة.
19. قدم عدة محاضرات في أدب الإمارات على طلبة وطالبات الثانوية العامة في وزارة التربية – دولة الإمارات لسنوات مختلفة خارج نطاق الحصص المدرسية.
20. قدم دراسة مطولة عن المشهد القصصي والروائي في دولتي الإمارات وقطر في مؤتمر الرواية / المجلس الأعلى للثقافة عام 2009.
21. إضافة إلى مشاركته في عشرات المؤتمرات الأدبية المحلية والقومية، داخل وخارج دولة الإمارات، إما كمشارك، أو كضيف، أو مديراً لجلسات الأبحاث.

- اخرج للمسرح في الإمارات عدة مسرحيات منها:

1. حكاية صديقنا بانجيتو تأليف: ازفالدو دراكون – مسرح الشارقة الوطني
2. الرجل الذي صار كلبا تأليف: ازفالدو دراكون – مسرح الشارقة الوطني
3. رأس المملـوك جابر تأليف: سعد الله ونوس - عمل مشترك ما بين مسرح الشارقة الوطني والمسرح الحديث ومسرح خورفكان الشعبي ومسرح كلباء.
4. طير السعـــد (للأطفال) تأليف: قاسم محمد – مسرح الشارقة الوطني
5. بـــخشـــيـش إعداد سيف الغانم – مسرح الشارقة الوطني
6. الانتصــار (للأطفال) تأليف: محمد أبو معتوق – مسرح الشارقة الوطني عمل تطبيقي لدورة مسرحية قدمها الأطفال
7. الميــدور تأليف: ماجد بوشليبي – مسرح الشارقة الوطني
8. رحلة حنظلة تأليف: سعد الله ونوس – مسرح دبي الشعبي.
9. سيف بوهـلال تأليف: ممدوح عدوان – مسرح دبي الشعبي (عن الرجل الذي لم يحارب).
10. بوخزينـة تأليف: سيف الغانم – مسرح الشارقة الوطني – (عن مسرحية الجرة لبيرانديللو).
11. القنديل الصغير تأليف: عبد الإله عبد القادر – المجلس الأعلى للطفولة – حكومة الشارقة.

- أول من كتب عن مسرح الإمارات حيث أصدر سبع كتب تعتبر الأولى إذ لم يسبقه أو يشاركه أحد في الكتابة عن هذا المسرح الوليد، وقد كُلف رسمياً من قِبل وزارة الثقافة / دولة الإمارات بكتابة كتاب جديد عن تاريخ المسرح في الإمارات منذ عام 1950-2010.
- عضو فخري في مسرح الشارقة الوطني .
- عضو فخري في مسرح دبي الشعبي .
- عضو في جمعية المسرحيين – دولة الإمارات العربية المتحدة.
- عضو نقابة الفنانين العراقيين واحد مؤسسيها وأمينا عاما لعدة دورات .
- عضو اتحاد الكتاب العرب .
- عضو اتحاد كتاب وأدباء الإمارات .
- عضو لجنة القبول في معهد الفنون الجميلة (البصرة) قسم المسرح لعدة سنوات .
- محكم واستشاري في عدة لجان تحكيم أدبية ومسرحية:

1. جائزة الشيخة لطيفة بنت محمد بن راشد آل مكتوم - دبي – دولة الإمارات العربية المتحدة.
2. جائزة الرواية العربية – رابطة الأديبات – الشارقة - دولة الإمارات العربية المتحدة.
3. جائزة الشيخ راشد بن حميد النعيمي للقصة القصيرة الشارقة - دولة الإمارات العربية المتحدة.
4. جائزة غانم غباش للقصة القصيرة – اتحاد كتاب وأدباء الإمارات .
5. مهرجانات أيام الشارقة المسرحية.
6. مهرجان مسرح الشباب – هيئة دبي للثقافة والفنون.
7. مهرجانات مسرح الطفل في الإمارات / جمعية المسرحيين / دولة الإمارات.
8. مهرجان المسرح المحلي – هيئة دبي للثقافة والفنون.
9. جائزة الإبداع العربي علي مستوى العالم العربي (رواية – مسرح) دائرة الثقافة والإعلام بالشارقة.
10. استشاري – محكم لمطبوعات ومخطوطات وزارة الثقافة والشباب وتنمية المجتمع – الإمارات.
11. جائزة النص المسرحي للهيئة العربية للمسرح (على مستوى الوطن العربي).
12. جائزة القصة البوليسية / حكومة دبي.

- ممثل مؤسسة البابطين للشعراء العرب المعاصرين في دولة الإمارات .
- ترجمت العديد من مجاميعه القصصية إلى لغات أجنبية مثل (الإيطالية – الإنكليزية – الألمانية – الفارسية – الروسية – الأوردو الهندية).
- رئيس اللجنة العليا للموسوعة الوطنية الثقافية (لدولة الإمارات العربية المتحدة).

## مؤلفاته
الكتب التي صدرت له حتى عام 2010

### الدراســــــات
1. سالم بن علي العويس شاعر من الإمارات 1988 .
2. سلطان العويس «تاجر استهواه الشعر» اتحاد كتاب الإمارات 1988 .
3. الفائزون بجائزة سلطان بن علي العويس الثقافية الدورة الأولى 1990 .
4. الفائزون بجائزة سلطان بن علي العويس الثقافية الدورة الثانية 1992 .
5. الفائزون بجائزة سلطان بن علي العويس الثقافية الدورة الثالثة 1994 .
6. جمع وإعداد ديوان «سلطان العويس» اتحاد كتاب وأدباء الإمارات 1992 .
7. الفائزون بجائزة سلطان بن علي العويس الثقافية الدورة الرابعة 1996 .
8. الفائزون بجائزة سلطان بن علي العويس الثقافية الدورة الخامسة 1998 .
9. الفائزون بجائزة سلطان بن علي العويس الثقافية الدورة السادسة 2000 .
10. الفائزون بجائزة سلطان بن علي العويس الثقافية الدورة السابعة 2002 .
11. الفائزون بجائزة سلطان بن علي العويس الثقافية الدورة الثامنة 2004 .
12. الفائزون بجائزة سلطان بن علي العويس الثقافية الدورة التاسعة 2006 .
13. الفائزون بجائزة سلطان بن علي العويس الثقافية الدورة العاشرة 2008.
14. جمعة الماجد (طواش الخير) الدورة العاشرة 2008
15. الفائزون بجائزة سلطان بن علي العويس الثقافية الدورة الحادية عشرة 2010.
16. أم الإمارات 2010.

### المسرح
1. المسرح في الإمارات – رؤية نقدية مطبعة بن دسمال دبي 1984 .
2. تاريخ الحركة المسرحية في الإمارات ط1 اتحاد كتاب وأدباء الإمارات – دار الفارابي – بيروت 1986.
3. إشكالية النص المسرحي في دولة الإمارات اتحاد كتاب وأدباء الإمارات 1991 .
4. مسرح الشارقة الوطني في عقدين من الزمن مسرح الشارقة 1997 .
5. الطيور –مسرحية للأطفال دار الحوار - سوريا 1993 .
6. القنديل الصغير مسرحية للأطفال 2002 .
7. المرأة في الكتابات المسرحية لدولة الإمارات اتحاد كتاب وأدباء الإمارات 2004.
8. المسرح في الإمارات «المرجعيات وتجليات الواقع» دائرة الثقافة والإعلام 2004.
9. تاريخ الحركة المسرحية في الإمارات ط2 اتحاد كتاب وأدباء الإمارات ط (2) الشارقة 2006

### القصــــــص
1. هنادي .. النخلة والسنونو – ط1 دارالجليل – سوريا 1988 .
2. هموم علوان الأحدب دار الحوار سوريا 1990 .
3. مرثية لكلكامش دار الحوار سوريا 1991 .
4. هنادي .. النخلة والسنونو ط 2 دار الحوار سوريا 1992 .
5. الجنرال دار الحوار سوريا 1994 .
6. طلب لجوء دار شرقيات - القاهرة 1996 .
7. اليانكي دار شرقيات - القاهرة 1999 .
8. الأعمال القصصية – مجلد (1) دار المدى – دمشق 2000.
9. الأعمال القصصية – مجلد (2 دار المدى – دمشق 2000.
10. بوابة الحرية .. بوابة الموت دار المدى – دمشق 2003.
11. نجمــة ماركــــيز دار العين للنشر - مصر 2006.
12. أحزان عازف السكسفون دار العين للنشر - مصر 2007.
13. مدينه بلا ألوان دار العين للنشر- مصر 2008.
14. ساحل الكوس دار العين للنشر- مصر 2009.

### الروايــة
1. رحيل النوارس (رواية) دار الحوار سوريا 1992 .
2. غريبان على الشاطئ الآخر (رواية) دار المدى – دمشق 2000.
3. أوراق العاشق الأخيرة دار شرقيات – القاهرة 2004.
4. الجهجهون المجلس الأعلى للثقافة – القاهرة 2005.

### تحت الطبع
أعمال معدة من وقت سابق .. وتحت الطبع
1. توفيق الحكيم الرفض والتمرد / يا طالع الشجرة – أنموذجا
2. الجدار الرابع – مقالات في المسرح.
3. نشيد أسمه ليلى (مسرحية للأطفال).
4. المسرح الحسيني في جنوب العراق (دراسة) (تمت طباعته بطباعة تجريبية لم توزع).
5. سوالف (رواية معدة للطبع).
6. الدايلي فرانس كافيه (رواية معدة للطبع).
7. تاريخ المسرح في الإمارات (60 عاماً من العطاء)، بتكليف من وزارة الثقافية (قيد الطبع).
8. شاعران من بلد الياسمين (دراسة عن شاعرين من دمشق)، قيد الطبع / وزارة الثقافة/سوريا.

## كتب عنه
كتب ودراسات صدرت عن تجربة عبد الإله عبد القادر / الأدبية
(1) دراسة ماجستير في جامعة نابولي / بالإيطالية 2004.
(2) مرايا السرد وجماليات الخطاب القصصي / قراءة في قصص عبد الإله عبد القادر.
- تأليف أ.د. محمد صابر عبيد / جامعة الموصل – العراق.
- د. سوسن البياتي / جامعة الموصل – العراق.
- الناشر دار العين / القاهرة 2008.

(3) القصة القصيرة عند عبد الإله عبد القادر / تأليف سليمان سالم الفرعين / الجامعة الأردنية عمان.
- منشورات المركز الأكاديمي للثقافة والدراسات المغاربية / فاس / المغرب 2005.

(4) البحث عن وطن .. دراسات وتأملات في قصص عبد الإله عبد القادر/حرر الكتاب وأعده د. عبد الله بنصر العلوي (جامعة فاس) المغرب.
- شارك في الكتاب (37) باحثاً وناقداً أكاديمياً من مختلف الوطن العربي.
- منشورات المركز الأكاديمي للثقافة والدراسات المغاربية / فاس / المغرب 2006.

(5) يوجد عدد كبير من الدراسات والأبحاث المنشورة في الصحف والدوريات عن تجربته الأدبية والفنية. (لم يستكمل جمعها أو حصرها).